# Ellbögen
Ellbögen é um município da Áustria, situado no distrito de Innsbruck-Land, no estado do Tirol. Tem 34,48 km² de área e sua população em 2019 foi estimada em 1.117 habitantes.